# Seznam dílů seriálu Špionky
Toto je seznam dílů seriálu Špionky. Francouzsko-kanadský animovaný seriál Špionky (v originále Totally Spies!, česky též Totally Spies – Špiónky) byl poprvé vysílán od 3. listopadu 2001 na americké televizní stanici ABC Family, od 3. dubna 2002 na francouzské stanici TF1 a od 2. září 2002 na kanadské stanici Teletoon. Celkem bylo do 3. října 2014 odvysíláno 156 dílů v šesti sériích. Každá série má přesně 26 dílů . Po dlouhou dobu se spekuluje o 7. sérii seriálu, která ale zatím nebyla potvrzena. V roce 2015 byl uveden i celovečerní film, který popisuje začátek celého příběhu a na který navazují jednotlivé série, vypráví příběh o tom, jak se Sam, Clover a Alex daly dohromady.

## Přehled řad
| Řada | Díly | Premiéra v USA    | Premiéra v USA    | Premiéra v ČR     | Premiéra v ČR      |
| Řada | Díly | První díl         | Poslední díl      | První díl         | Poslední díl       |
| ---- | ---- | ----------------- | ----------------- | ----------------- | ------------------ |
| 1    | 26   | 3. listopadu 2001 | 15. června 2002   | 5. září 2010      |                    |
| 2    | 26   | 8. srpna 2003     | 19. září 2004     |                   |                    |
| 3    | 26   | 3. října 2004     | 31. července 2005 |                   |                    |
| 4    | 26   | 3. dubna 2006     | 8. března 2007    |                   |                    |
| 5    | 26   | 26. dubna 2010    | 1. června 2010    | 15. července 2012 | 30. srpna 2012     |
| 6    | 26   | 4. září 2013      | 27. února 2014    | 21. října 2013    | 25. listopadu 2013 |
| 7    | 26   | 2024              | bude oznámeno     | bude oznámeno     | bude oznámeno      |

## Seznam dílů

### První řada (2001-2002)
| Č. v seriálu | Č. v řadě | Původní název                 | Český název               | Zločinec                   | Datum premiéry     | Datum české premiéry |
| ------------ | --------- | ----------------------------- | ------------------------- | -------------------------- | ------------------ | -------------------- |
| 1            | 1         | A Thing For Musicians         | Muzikantská záležitost    | Sebastian Saga             | 3. listopadu 2001  | 5. září 2010         |
| 2            | 2         | The New Jerry                 | Nový Jerry                | Tim Scam                   | 4. listopadu 2001  | 6. září 2010         |
| 3            | 3         | The Get Away                  | Uteč pryč                 | Dr. Hephaestus (Jerry)     | 10. listopadu 2001 | 7. září 2010         |
| 4            | 4         | Stuck in Middle Ages with You | S tebou ve středověku     | Černý jezdec               | 17. listopadu 2001 | 8. září 2010         |
| 5            | 5         | Child's Play                  | Dětská hra                | Vladimir Kozyrev           | 1. prosince 2001   | 9. září 2010         |
| 6            | 6         | The Eraser                    | Smazadlo                  | Lester Crawley             | 8. prosince 2001   | 10. září 2010        |
| 7            | 7         | The Fugitives                 | Špionky na útěku          | Macker (klony špionek)     | 15. prosince 2001  | 11. září 2010        |
| 8            | 8         | Abductions                    | Únosy                     | Trobokistánský velvyslanec | 5. ledna 2002      |                      |
| 9            | 9         | Model Citizens                | Modelky                   | Tuesday Tate               | 12. ledna 2002     |                      |
| 10           | 10        | Spy Gladiators                | Ostrov gladiátorů         | Vince King (gladiátoři)    | 19. ledna 2002     |                      |
| 11           | 11        | Silicon Valley Girls          | Děvčata ze Sillicon Valey | C.H.A.D.                   | 26. ledna 2002     |                      |
| 12           | 12        | Queen for a Day               | Královnou na jeden den    | Makeda                     | 19. února 2002     |                      |
| 13           | 13        | Shrinking                     | Zmenšeniny                | Zmenšovač "Prcek" Malý     | 2. března 2002     |                      |
| 14           | 14        | Aliens                        | Mimozemšťané              | Dr. Sagan Hawkingová       | 9. března 2002     |                      |
| 15           | 15        | Wild Style                    | Kožešiny                  | Helga Von Guggenová        | 16. března 2002    |                      |
| 16           | 16        | Black Widows                  | Černé vdovy               | Candy Sweetová             | 23. března 2002    |                      |
| 17           | 17        | Spies vs. Spies               | Špionky vs. Špionky       | Eddison                    | 30. března 2002    |                      |
| 18           | 18        | Evil Boyfriend                | Ďábelský přítel           | James                      | 6. dubna 2002      |                      |
| 19           | 19        | Game Girls                    | Hráčky                    | Carla Wong/Dračí Lady      | 20. dubna 2002     |                      |
| 20           | 20        | A Spy is Born I               | Zrození špionky, 1. část  | Marco Lumière              | 4. května 2002     |                      |
| 21           | 21        | Passion Patties               | Křupinková vášeň          | Inga Bittersweetová        | 11. května 2002    |                      |
| 22           | 22        | Soul Collector                | Sběratel duší             | ředitel John Smith         | 18. května 2002    |                      |
| 23           | 23        | Malled                        | Obchodní domy             | Simon Tucker               | 25. května 2002    |                      |
| 24           | 24        | Do You Believe in Magic?      | Věříš v kouzla?           | Velký Kandinsky            | 1. června 2002     |                      |
| 25           | 25        | The Iceman Cometh             | Přichází ledový muž       | Dr. Gelee                  | 8. června 2002     |                      |
| 26           | 26        | Man or Machine                | Člověk nebo stroj?        | Dr. Eisenstein             | 15. června 2002    |                      |

### Druhá řada (2003-2004)
| Č. v seriálu | Č. v řadě | Původní název               | Český název                        | Zločinec                  | Datum premiéry | Datum české premiéry |
| ------------ | --------- | --------------------------- | ---------------------------------- | ------------------------- | -------------- | -------------------- |
| 27           | 1         | Starstruck                  | Ohnivá záře hvězd                  | Lenore Von Schramová      | 8. srpna 2003  |                      |
| 28           | 2         | I Want My Mummy             | Pozor mumie                        | profesor Elliot           | 13. srpna 2003 |                      |
| 29           | 3         | Evil Hair Salon             | Zrádné kadeřnictví                 | Felicia Maineová          | 14. srpna 2003 |                      |
| 30           | 4         | The Yuck Factor             | Nepříjemná záležitost              | Dr. Vomesa                | 15. srpna 2003 |                      |
| 31           | 5         | It's How You Play the Game  | Férová hra                         | Trenér                    | 18. srpna 2003 |                      |
| 32           | 6         | Here Comes the Sun          | Pozor slunce                       | Sunny Dayová              | 19. srpna 2003 |                      |
| 33           | 7         | Green with N.V              | Zelená nenávist                    | Natalie Valentine         | 20. srpna 2003 |                      |
| 34           | 8         | Boy Bands Will Be Boy Bands | Chlapecké kapely nikdy nezestárnou | Boy Candy (T-Bone)        | 21. srpna 2003 |                      |
| 35           | 9         | I, Dude                     | Jede vlna                          | Frankie Dude              | 22. srpna 2003 |                      |
| 36           | 10        | Mommies Dearest             | Nejdražší maminka                  | Tim Scam                  | 25. srpna 2003 |                      |
| 37           | 11        | Zooney World                | Zoonyho svět                       | Jason Hightower           | 26. srpna 2003 |                      |
| 38           | 12        | First Brat                  | Prezidentský spratek               | Paní Quiversová           | 27. září 2003  |                      |
| 39           | 13        | W.O.W.                      | Zápasnice                          | Ariel                     | 19. dubna 2004 |                      |
| 40           | 14        | Stark Raving Mad            | Šílená párty                       | Sebastian Saga            | 20. dubna 2004 |                      |
| 41           | 15        | S.P.I.                      | Konkurence                         | Geraldine Husková         | 21. dubna 2004 |                      |
| 42           | 16        | Animal World                | Svět zvířat                        | Dr. Liška                 | 23. dubna 2004 |                      |
| 43           | 17        | Nature Nightmare            | Šílenec                            | Lasputin Zero             | 24. dubna 2004 |                      |
| 44           | 18        | Alex Quits                  | Alex končí                         | Willard                   | 26. dubna 2004 |                      |
| 45           | 19        | Totally Switched            | Kdo je kdo?                        | Dr. Gray                  | 27. dubna 2004 |                      |
| 46           | 20        | Ski Trip                    | Výlet na lyžích                    | Dr. Gelee                 | 28. dubna 2004 |                      |
| 47           | 21        | The Elevator                | Výtah                              | Lupič                     | 29. dubna 2004 |                      |
| 48           | 22        | Matchmaker                  | Dohazovačka                        | Eugene Snit               | 30. dubna 2004 |                      |
| 49           | 23        | Brain Drain                 | Čímani                             | Wink Weatherdale a Margie | 3. května 2004 |                      |
| 50           | 24        | Fashion Faux Pas            | Módní Faux Pas                     | Helga Von Guggenová       | 4. května 2004 |                      |
| 51           | 25        | Toying Around               | Hračičky                           | Hračky (Seth)             | 5. května 2004 |                      |
| 52           | 26        | A Spy is Born II            | Zrození špionky, 2. část           | Marco Lumière             | 19. září 2004  |                      |

### Třetí řada (2004-2005)
| Č. v seriálu | Č. v řadě | Původní název                | Český název                              | Zločinec                     | Datum premiéry     | Datum české premiéry |
| ------------ | --------- | ---------------------------- | ---------------------------------------- | ---------------------------- | ------------------ | -------------------- |
| 53           | 1         | Physics 101 Much?            | Základ fyziky                            | Major Snell                  | 3. října 2004      |                      |
| 54           | 2         | Freaky Circus Much?          | Podivný cirkus                           | Principál                    | 10. října 2004     |                      |
| 55           | 3         | Computer Creep Much?         | Hrůza s počítačem                        | Neznámý počítačový virus     | 17. října 2004     |                      |
| 56           | 4         | Space Much?                  | Setkání ve vesmíru                       | Lady Luna                    | 17. listopadu 2004 |                      |
| 57           | 5         | Evil Coffee Shop Much?       | Ďábelská kafírna                         | Výrobce kávy                 | 14. listopadu 2004 |                      |
| 58           | 6         | Forward to the Past          | Vpřed do minulosti                       | Boogie Gus                   | 21. listopadu 2004 |                      |
| 59           | 7         | Planet of the Hunks          | Planeta fešáků                           | Felicity Fences              | 28. listopadu 2004 |                      |
| 60           | 8         | Morphing Is So 1987          | Proměny 1987                             | Tim Scam                     | 5. prosince 2004   |                      |
| 61           | 9         | The Incredible Bulk          | Neuvěřitelný svalovec                    | Ulrich Wernerstein           | 12. prosince 2004  |                      |
| 62           | 10        | Super Nerd Much?             | Superblb                                 | Arnold (Dash Dawson)         | 19. prosince 2004  |                      |
| 63           | 11        | Dental? More Like Mental     | Dentál? Spíš mentál                      | Dr. Logan Jay                | 6. března 2005     |                      |
| 64           | 12        | Escape From WOOHP Island     | Ostrov organizace ochrany a pomoci světu | Willard a zločinci z ostrova | 13. března 2005    |                      |
| 65           | 13        | Scam Camp Much?              | Případ podvodného tábora                 | slečna Příkladná             | 20. března 2005    |                      |
| 66           | 14        | Evil G.L.A.D.I.S. Much?      | Případ zlé G.L.A.D.I.S.                  | G.L.A.D.I.S. (Brain)         | 27. března 2005    |                      |
| 67           | 15        | Super Agent Much?            | Případ superagentky                      | Geraldine Husková            | 3. dubna 2005      |                      |
| 68           | 16        | Evil Airlines Much?          | Hanebný kapitán                          | Kapitán Hayes                | 10. dubna 2005     |                      |
| 69           | 17        | Creepy Crawly Much?          | Případ odporného hmyzu                   | Max Exterminus               | 17. dubna 2005     |                      |
| 70           | 18        | Truth or Scare               | Pravda nebo hrůza                        | Cyril Hearsay                | 24. dubna 2005     |                      |
| 71           | 19        | Feng Shui Is Like Sooo Passe | Feng Shui je věcí minulosti              | Yin-Yang                     | 1. května 2005     |                      |
| 72           | 20        | Evil Valentine's Day         | Zlý den svatého Valentýna                | Myrna Beesbottomová          | 8. května 2005     |                      |
| 73           | 21        | Halloween                    | Halloween                                | Vista Verde                  | 9. května 2005     |                      |
| 74           | 22        | Power Yoga Much?             | Síla jógy                                | Shirley                      | 22. května 2005    |                      |
| 75           | 23        | Head Shrinker Much?          | Případ psychopata                        | profesor Link                | 29. května 2005    |                      |
| 76           | 24        | Evil Promotion Much? I       | Zlověstné povýšení, 1. část              | Terrence Lewis               | 31. července 2005  |                      |
| 77           | 25        | Evil Promotion Much? II      | Zlověstné povýšení, 2. část              | Terrence Lewis               | 31. července 2005  |                      |
| 78           | 26        | Evil Promotion Much? III     | Zlověstné povýšení, 3. část              | Terrence Lewis               | 31. července 2005  |                      |

### Čtvrtá řada (2006-2007)
| Č. v seriálu | Č. v řadě | Původní název                 | Český název                          | Zločinec                                 | Datum premiéry  | Datum české premiéry |
| ------------ | --------- | ----------------------------- | ------------------------------------ | ---------------------------------------- | --------------- | -------------------- |
| 79           | 1         | The Dream Teens               | Pošetilé snění                       | L.A.M.O.S. (Myrna Beesbottomová)         | 13. března 2006 |                      |
| 80           | 2         | Futureshock!                  | Futurošok                            | Mandy                                    | 14. března 2006 |                      |
| 81           | 3         | I Hate The Eighties           | Nenávidím 80. léta                   | L.A.M.O. S. (Boogie Gus)                 | 5. dubna 2006   |                      |
| 82           | 4         | The O.P.                      | Případ O.P.                          | rodiče v O.P.                            | 6. dubna 2006   |                      |
| 83           | 5         | Alex Gets Schooled            | Alex jde studovat                    | ředitel Charleston                       | 7. dubna 2006   |                      |
| 84           | 6         | Mime Your Own Business        | Předveď svoje řemeslo                | Jazz Hands                               | 10. dubna 2006  |                      |
| 85           | 7         | Attack Of The 50 Foot Mandy   | Útok 15m Mandy                       | Zmenšovač "Prcek" Malý (Mandy)           | 11. dubna 2006  |                      |
| 86           | 8         | Evil Jerry                    | Zlý Jerry                            | L.A.M.O.S.                               | 12. dubna 2006  |                      |
| 87           | 9         | 0067                          | 0067                                 | Marco Lumière                            | 13. dubna 2006  |                      |
| 88           | 10        | Arnold The Great              | Úžasný Arnold                        | Geraldine Husková                        | 14. dubna 2006  |                      |
| 89           | 11        | Mani-Maniac Much?             | Případ Mani Mania                    | Manny Wong                               | 17. dubna 2006  |                      |
| 90           | 12        | Déjà Cruise                   | Okružní plavba                       | plukovník Nathaniel Nash (Jerry)         | 18. dubna 2006  |                      |
| 91           | 13        | Evil Bouquets Are Sooo Passe  | Škodlivé květiny jsou nemoderní      | Violet Vanderfleetová                    | 19. dubna 2006  |                      |
| 92           | 14        | Evil Heiress Much?            | Případ zlé dědičky                   | Milan Stilton                            | 20. dubna 2006  |                      |
| 93           | 15        | Sis-KaBOOM-Bah!               | Sis-KaBOOM-Bah!                      | Candy Sweetová                           | 21. dubna 2006  |                      |
| 94           | 16        | Evil Ice Cream Man Much?      | Zlověstný zmrzlinář                  | Zmrzlinář                                | 5. května 2006  |                      |
| 95           | 17        | Beauty Is Skin Deep           | Pomíjivá krása                       | Miss Vanity                              | 26. června 2006 |                      |
| 96           | 18        | Like, So Totally Not Spies I  | Jako když to nejsou špionky, 1. část | L.A.M.O.S.                               | 10. března 2007 |                      |
| 97           | 19        | Like, So Totally Not Spies II | Jako když to nejsou špionky, 2. část | L.A.M.O.S.                               | 17. března 2007 |                      |
| 98           | 20        | The Suavest Spy               | Líbezné špionky                      | Kyle Katz                                | 31. března 2007 |                      |
| 99           | 21        | Spy Soccer                    | Fotbal                               | trenérka Bonita Bikhamová                | 20. března 2007 |                      |
| 100          | 22        | Spies on the Farm             | Špionky na farmě                     | farmář John                              | 24. března 2007 |                      |
| 101          | 23        | Spies in Space                | Špionky v kosmu                      | Ziggy                                    | 9. března 2007  |                      |
| 102          | 24        | Totally Busted I              | Úplně na dně, 1. část                | Šílený vědec (Mandy, Caitlin, Dominique) | 8. března 2007  |                      |
| 103          | 25        | Totally Busted II             | Úplně na dně, 2. část                | Šílený vědec (Mandy, Caitlin, Dominique) | 8. března 2007  |                      |
| 104          | 26        | Totally Busted III            | Úplně na dně, 3. část                | Šílený vědec (Mandy, Caitlin, Dominique) | 8. března 2007  |                      |

### Pátá řada (2007-2008)
| Č. v seriálu | Č. v řadě | Původní název                               | Český název                                | Zločinec                                  | Datum premiéry            | Datum české premiéry |
| ------------ | --------- | ------------------------------------------- | ------------------------------------------ | ----------------------------------------- | ------------------------- | -------------------- |
| 105          | 1         | Evil Graduation                             | Ďábelské zakončení                         | Chet                                      | 15. května 2007 (Francie) | 15. července 2012    |
| 106          | 2         | Evil Roommate                               | Ďábelská spolubydlící                      | Stacy                                     | 27. dubna 2010 (USA)      | 16. července 2012    |
| 107          | 3         | Evil Professor                              | Šílený profesor                            | profesor Fremont                          | 28. dubna 2010            | 3. května 2012       |
| 108          | 4         | The Granny                                  | Stařena                                    | Stařena                                   | 29. dubna 2010            | 10. května 2012      |
| 109          | 5         | Another Evil Boyfriend                      | Další ďábelský milenec                     | Blaine (Geraldine Husková)                | 30. dubna 2010            | 18. července 2012    |
| 110          | 6         | Return of Geraldine                         | Návrat Geraldiny                           | Geraldine Husková                         | 3. května 2010            | 20. července 2012    |
| 111          | 7         | Evil Sorority                               | Zlověstný spolek                           | Muffy Peprichová                          | 4. května 2010            | 5. května 2012       |
| 112          | 8         | Evil Gymnasts                               | Šílené gymnastky                           | Nadia/Jayne McDarwin                      | 5. května 2010            | 10. května 2012      |
| 113          | 9         | Evil Pizza Guys                             | Italská Pizza                              | Giuseppe a Julliano                       | 6. května 2010            | 18. května 2012      |
| 114          | 10        | Evil Shoe Designer                          | Ďábelský návrhář obuvi                     | Yves Mont Blanc                           | 7. května 2010            | 12. června 2012      |
| 115          | 11        | Virtual Stranger                            | Virtuální cizinec                          | Virtuální cizinci (Britney)               | 10. května 2010           | 1. srpna 2012        |
| 116          | 12        | WOOHPersize Me!                             | WOOHProbik                                 | Mistr Mario                               | 11. května 2010           | 6. července 2012     |
| 117          | 13        | Evil Hotel                                  | Ďáblův hotel                               | Kapitán Hayes                             | 12. května 2010           | 17. května 2012      |
| 118          | 14        | Totally Mystery Much?                       | Martin Mystery                             | Pan Yeti                                  | 13. května 2010           | 30. července 2012    |
| 119          | 15        | Evil Sushi Chef (Jazz Hands' Return I)      | Ďábelský šéf suši                          | Sushy Bob (Jazz Hands)                    | 14. května 2010           | 3. srpna 2012        |
| 120          | 16        | Miss Spirit Fingers (Jazz Hands' Return II) | Zlá slečna Spirit                          | Sam/slečna Spirit Fingersová (Jazz Hands) | 17. května 2010           | 5. srpna 2012        |
| 121          | 17        | Mime World (Jazz Hands' Return III)         | Svět pantomimy                             | Jazz Hands                                | 18. května 2010           | 16. května 2012      |
| 122          | 18        | Evil Mascot                                 | Zlý maskot                                 | Sigmund Smith                             | 19. května 2010           | 30. července 2012    |
| 123          | 19        | The Show Must Go On... Or Else              | Představení musí pokračovat, nebo jinak... | Milton Bard                               | 20. května 2010           | 17. července 2012    |
| 124          | 20        | Zero to Hero                                | Z nýmanda hrdinou                          | Humongo Man (Virgil Olivers)              | 21. května 2010           | 25. července 2012    |
| 125          | 21        | WOOHP-tastic!                               | Fantastická                                | Senor Starchy                             | 24. května 2010           | 26. července 2012    |
| 126          | 22        | So Totally Not Groove-y                     | Špionky v Groovu                           | roboti (Jerry)                            | 25. května 2010           | 27. července 2012    |
| 127          | 23        | Ho-ho-ho-no!                                | Ho-ho-ho-ne!                               | zlý Santa                                 | 26. května 2010           | 19. července 2012    |
| 128          | 24        | Totally Icky!                               | Odporná špindíra                           | Meredith                                  | 27. května 2010 (USA)     | 19. srpna 2012       |
| 129          | 25        | Totally Dunzo I                             | Konečně hotovo, 1. část (Francie)          | roboti (Jerryho matka/pan X)              | 3. února 2008             | 29. srpna 2012       |
| 130          | 26        | Totally Dunzo II                            | Konečně hotovo, 2. část                    | roboti (Jerryho matka/pan X)              | 10. února 2008 (Francie)  | 30. srpna 2012       |

### Šestá řada (2013-2014)
| Č. v seriálu | Č. v řadě | Původní název                   | Český název                       | Zločinec                                         | Datum premiéry     | Datum české premiéry |
| ------------ | --------- | ------------------------------- | --------------------------------- | ------------------------------------------------ | ------------------ | -------------------- |
| 131          | 1         | The Anti-Social Network         | Anti-sociální síť                 | Telly Hardwire                                   | 4. září 2013       | 21. října 2013       |
| 132          | 2         | Nine Lives                      | Devět životů                      | Dr. Feline Dionová                               | 7. září 2013       | 22. října 2013       |
| 133          | 3         | Vide-o-no                       | Videohra                          | Skip Joystick                                    | 10. září 2013      | 23. října 2013       |
| 134          | 4         | Super Mega Dance Show Yo        | Super mega taneční párty, jo!     | Brick Wavebreak                                  | 20. září 2013      | 24. října 2013       |
| 135          | 5         | Pageant Problems                | Soutěž krásy plná problémů        | Bertha Bombshellová                              | 25. září 2013      | 25. října 2013       |
| 136          | 6         | Grabbing the Bully by the Horns | Popadnout býka za rohy            | Timmy                                            | 1. října 2013      | 28. října 2013       |
| 137          | 7         | The Wedding Crasher             | Svatební sabotér                  | Wera Vann                                        | 2. října 2013      | 29. října 2013       |
| 138          | 8         | Celebrity Swipe                 | Útok na celebrity                 | Kapitán Hayes                                    | 5. října 2013      | 30. října 2013       |
| 141          | 9         | Super Sweet Cupcake Company     | Super sladká dortíková společnost | Stařena                                          | 10. října 2013     | 31. října 2013       |
| 140          | 10        | The Dusk of Dawn                | Soumrak úsvitů                    | Durlock                                          | 17. října 2013     | 1. listopadu 2013    |
| 139          | 11        | Dog Show Showdown               | Soutěž psích šikulů               | Lance Wrishback a Chomper                        | 25. října 2013     | 4. listopadu 2013    |
| 142          | 12        | Mandy Doll Mania!               | Šílenství panenek Mandy           | Seth                                             | 31. října 2013     | 5. listopadu 2013    |
| 143          | 13        | Evil Ice Skater                 | Ďábelská krasobruslařka           | Led-Solina                                       | 5. listopadu 2013  | 6. listopadu 2013    |
| 144          | 14        | Inferior Designer!              | Nejhorší návrhář!                 | Maggie Trendsetová                               | 5. listopadu 2013  | 7. listopadu 2013    |
| 145          | 15        | WOOHP-Ahoy!                     | Ahoj WOOHPe!                      | Salty Schooner                                   | 7. listopadu 2013  | 8. listopadu 2013    |
| 146          | 16        | Trent Goes Wild                 | Trent zešílel                     | Trent                                            | 27. listopadu 2013 | 11. listopadu 2013   |
| 147          | 17        | Little Dude                     | Malý borec                        | Little Dude                                      | 29. listopadu 2013 | 12. listopadu 2013   |
| 148          | 18        | Totally Switched Again          | Opětovná přeměna                  | Dr. Gray                                         | 3. prosince 2013   | 13. listopadu 2013   |
| 149          | 19        | Clowning Around!                | Šaškování                         | Bozette Slapstick                                | 10. prosince 2013  | 14. listopadu 2013   |
| 150          | 20        | Astro-Not                       | Astro-ne                          | Cosmo Stratus                                    | 13. prosince 2013  | 15. listopadu 2013   |
| 151          | 21        | Baddies on a Blimp              | Zloduši Ve Vzducholodi            | Violet Vanderfleet, Manny Wong a Yves Mont Blanc | 13. prosince 2013  | 18. listopadu 2013   |
| 152          | 22        | Jungle Boogie                   | Tanec džungle                     | Shelly Junglelove                                | 13. prosince 2013  | 19. listopadu 2013   |
| 153          | 23        | Danger TV                       | Nebezpečná TV                     | Producent                                        | 20. prosince 2013  | 20. listopadu 2013   |
| 154          | 24        | Solo Spies                      | Špiónky, každá za sebe            | Fanynka (Fanny)                                  | 21. prosince 2013  | 21. listopadu 2013   |
| 155          | 25        | So Totally Versailles! I        | Zrozené pro Versailles, část 1    | pan Auguste                                      | 15. února 2014     | 22. listopadu 2013   |
| 156          | 26        | So Totally Versailles! II       | Zrozené pro Versailles, část 2    | pan Auguste                                      | 27. února 2014     | 25. listopadu 2013   |

### Sedmá řada (2024)
| Č. v seriálu | Č. v řadě | Původní název  | Český název   | Zločinec      | Datum premiéry | Datum české premiéry |
| ------------ | --------- | -------------- | ------------- | ------------- | -------------- | -------------------- |
| 157          | 1         | Pandapocolypse | bude oznámeno | bude oznámeno | 2024           | bude oznámeno        |